# Ceratopogon inverecundus
Ceratopogon inverecundus är en tvåvingeart som beskrevs av Art Borkent och Eileen D. Grogan 1995. Ceratopogon inverecundus ingår i släktet Ceratopogon och familjen svidknott. Inga underarter finns listade i Catalogue of Life.